# Стара река (среден приток на Марица)
Вижте пояснителната страница за други значения на Стара река.
Стара (Пещерска) река е река в Южна България — Област Пазарджик, общини Батак, Пещера и Брацигово и област Пловдив, общини Кричим и Стамболийски, десен приток на река Марица. Дължината ѝ е 61 km, която ѝ отрежда 62-ро място сред реките на България. Отводнява големи части от Баташка планина и рида Къркария в Западните Родопи.

## Географска характеристика

### Извор, течение, устие
Стара (Пещерска) река се образува от сливането на реките Черна (лява съставяща) и Бяла (дясна съставяща) на 41°55′31″ с. ш. 24°11′35″ и. д. / 41.925278° с. ш. 24.193056° и. д., на 1140 м н.в., югозападно от град Батак. За начало се приема река Черна, която води началото си от 1743 м н.в. в Баташка планина, на 1,3 км западно от местността „Картела“ на шосето Батак — Доспат. До град Пещера реката тече в посока север-североизток в дълбока, на места каньоновидна долина с изключение на малката Баташка котловина, където долината ѝ се разширява. При Пещера долината ѝ отново се разширява при пресичането на Пещерската котловина, но след това пак добива проломен характер, когато пресича Пещерско-Брациговското подножие на Родопите. При село Бяга Стара река навлиза в малкото Испериховско поле, като долината ѝ за трети път се разширява. След това заобикаля от юг и изток Бесапарските ридове, навлиза в Горнотракийската низина и се влива отдясно в река Марица на 183 m н.в., южно от село Говедаре, западно от град Стамболийски и североизточно от село Триводици.

### Водосборен басейн, притоци
Площта на водосборния басейн на реката е 350 km2, което представлява 0,66% от водосборния басейн на Марица, а границите на басейна ѝ са следните:
- на запад и северозапад – с водосборния басейн на Чепинска река и водосборните басейни на няколко малки реки, вливащи се директно отдясно в Марица;
- на изток и юг – с водосборния басейн на река Въча, десен приток на Марица.

Основни притоци: → ляв приток, ← десен приток
- ← Бяла река
- ← Карлъшка река
- ← Сръбска река
- ← Дермен дере
- → Марчово дере
- → Длъбочица
- ← Новомахленска река
- ← Пиздица
- ← Равногорска река (Павлишка река, най-голям приток)
- ← Луда река

### Хидроложки показатели
Реката е с дъждовно-снежно подхранване, като максимумът е в периода април-май, а минимумът – септември. Среден годишен отток в устието – 1,74 m3/s. От село Бяга до устието си коритото ѝ е коригирано с водозащитни диги.

## Селища
По течението на реката са разположени 6 населени места, в т.ч. 2 града и 4 села:
- Област Пазарджик

- Община Батак — Батак;
- Община Пещера — Пещера;
- Община Брацигово — Бяга, Исперихово;

- Област Пловдив

- Община Стамболийски — Куртово Конаре, Ново село.

## Стопанско значение
В горното течение част от водите на реката се прехвърлят с подземен тунел в язовир "Батак" и се включват в Баташкия водносилов път за добив на електроенергия.
В Баташката и Пещерската котловини, Испериховското поле и в Горнотракийската низина водите ѝ се използват за напояване и промишлено водоснабдяване.
По долината на реката преминават два пътя от Държавната пътна мрежа:
- Участък от 17,3 км от второкласен път № 37 Ябланица — Пазарджик — Доспат, от Пещера до Батак;
- Участък от 11,3 км от третокласен път № 375 Пещера — Пловдив, от Пещера до село Исперихово;

По долината на реката преминава и почти цялото трасе (с изключение в района на град Брацигово) на жп линия Стамболийски — Пещера.

## Топографска карта
- Лист от карта K-35-61. Мащаб: 1 : 100 000.
- Лист от карта K-35-73. Мащаб: 1 : 100 000.